# 擬小寬角水蚤
擬小寬角水蚤（学名：Temorites similis）为深角水蚤科小寬角水蚤屬下的一个种。